# Хіджаз

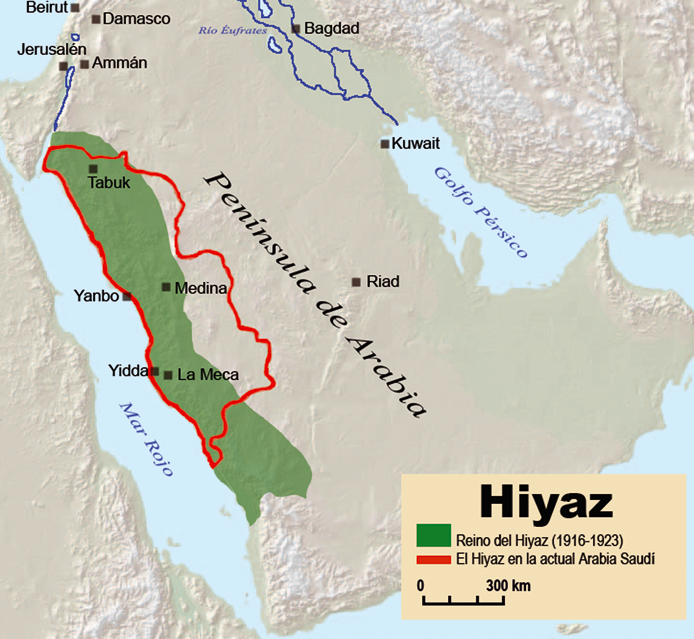
Хіджаз — регіон Саудівської Аравії обмежено червоним;
Королівство Хіджаз на 1923 позначено зеленим

Хіджазький регіон Саудівської Аравії

Хіджа́з (араб. الحجاز al-Ḥiǧāz, «бар'єр») — регіон на заході Аравійського півострова, на східному березі Червоного моря. Історична батьківщина зародження ісламу. Місце розташування мусульманських святинь — міст Мекка і Медина. Розташовується на заході Саудівської Аравії, входить до складу цієї країни. Становить окремий Хіджазький регіон. Адміністративний центр — місто Джидда. 

## Етимологія
З арабської «Хіджаз» перекладається як «бар'єр». Цей бар'єр розмежовує Неджду на сході від Тіхама на заході.

## Історія
106 року до н.е. Хіджаз увійшов до складу провінції Аравія Римської імперії.
З 1554 року Хіджаз входив до складу Абіссінського еялету Османської імперії.
В 1916 році Хусейн бін Алі, шаріф Мекки оголосив про незалежність Хіджазу. Але в 1924 році Хіджаз був захоплений Недждом під проводом Абдель-Азіз ібн Сауда, при цьому утворено Королівство Неджду і Хіджазу. В 1932 році увійшов до складу Саудівської Аравії.
Загальна площа 300 тис. км². Кількість опадів 100—300 мм. Хіджаз розташований уздовж Великої Рифтової долини, в пустельному регіоні, відомому темним, вулканічним піском. У регіоні розташовані гори Сарават, що відокремлюють Неджд від Тіхама, найвища точка яких 2446 м.

## Прапори

1916—1917
1917—1920
1920—1926
1926—1932